# Davenport (Washington)
Davenport es un Ciudad ubicado en el condado de Lincoln en el estado estadounidense de Washington. En el año 2000 tenía una población de 1.730 habitantes y una densidad poblacional de 441,4 personas por km².

## Geografía
Davenport se encuentra ubicada en las coordenadas 47°39′4″N 118°9′6″O / 47.65111, -118.15167.

## Demografía
Según la Oficina del Censo en 2000 los ingresos medios por hogar en la localidad eran de $37.900, y los ingresos medios por familia eran $47.708. Los hombres tenían unos ingresos medios de $34.531 frente a los $21.875 para las mujeres. La renta per cápita para la localidad era de $20.090. Alrededor del 11,2% de la población estaban por debajo del umbral de pobreza.